# موسى مشرقي
موسى مشرقي (مواليد 17 يونيو 1993) هو لاعب كرة قدم سعودي يلعب حالياً في نادي حطين.
يلعب في خانه الوسط ويمتاز اكثر في خانه المحور

## مسيرة اللاعب
لعب في نادي حطين بفئه الشباب ثم انتقل للفريق الاول واستمر معه لعام 2022 ثم انتقل ل نادي الانتصار لموسم رياضي ، ثم عاد لنادي حطين عام 2023.